# Florencia Peña
María Florencia Peña, (Buenos Aires, 7 novembre 1974) est une actrice, humoriste et présentatrice de télévision argentine. Elle commence avec le programme Festilindo à l’âge de quatre ans. Elle a été mariée avec le musicien Mariano Otero de 2005 à 2012 et ils ont deux enfants.

## Filmographie

### Télévision
- Festilindo, 1979
- Clave de Sol, 1989
- Nosotros y los otros, 1989
- Son de Diez , 1992  (Canal 13)
- Regalo del Cielo, 1993
- Sueltos , 1996
- De corazón, 1997 -1998
- La Nocturna , 1998- 1999
- Verano del '98 , 1998 - 2000- 2002
- Chabonas, 2000
- Tiempo final, 2000- 2002
- Poné a Francella, 2001- 2002
- ¿Quién es Alejandro Chopi?,  2002
- Disputas, 2003
- La Banda de Cantaniño en Telefe, 2003 (Telefe)
- El show de la tarde, 2004 avec Marley
- La Niñera, version de Une nounou d'enfer de Fran Drescher, 2004- 2005
- Casados con hijos, version de Mariés, deux enfants, avec Guillermo Francella 2005- 2007 (Telefe)
- Hechizada, version de Bewitched, 2007 (Telefe)
- Una de dos, 2008 avec Fabián Vena et Luis Luque
- Viaje de Locos, 2009 (Telefe) avec Marley
- Botineras, 2010 (Telefe)

### Films
- Ángel, la diva y yo, 1999
- ¿Y dónde está el bebé?, 2002
- Chicken Little, 2005 (voix)
- Chile 672, 2006
- Dormir al sol, 2009

## Théâtre
Los monólogos de la vagina (Les Monologues du vagin), Grease, Blancanieves (Blanche-Neige), Confesiones de mujeres de 30, Mamá es una estrella, Shakespereando, De carne somos,  Desangradas en glamour, Sweet Charity, Pretty Woman (Vivan) etc.

## Prix
- Prix Martín Fierro 2002, 2006
- Prix ACE,  2007.